# 천안여자상업고등학교
천안여자상업고등학교(天安女子商業高等學校)는 대한민국 충청남도 천안시 동남구 봉명동에 위치한 사립 고등학교이다.

## 학교 연혁
- 1970년 2월 19일 : 학교법인 천광학원(天光學園) 설립 인가
- 1972년 3월 25일 : 문성규 이사장 취임
- 1972년 12월 26일 : 천안여자상업고등학교 설립인가
- 1973년 3월 3일 : 개교식, 초대 이상옥 교장 취임
- 1978년 10월 7일 : 학칙 변경 (학급 증설 주간 12, 야간 2)
- 2006년 6월 19일 : 특성화고등학교 지정(마케팅분야)
- 2017년 10월 13일 : 학칙변경 12학급(금융정보과 4학급, 비즈니스정보과 4학급, 국제통상과 4학급)
- 2020년 8월 19일 : 문용원 이사장 취임
- 2022년 9월 1일 : 제12대 신태귀 교장 취임
- 2024년 2월 6일 : 제49회 졸업 258명, 총 졸업생 수 31,230명

## 설치 학과
- 금융정보과
- 국제통상과
- 공통과정
- 비즈니스정보과

## 참고 자료
- 천안여자상업고등학교 - 한국교육학술정보원 학교알리미